# Dinastia robertina
Dinastia robertina ou robertinos eram a família antecessora franca que deu origem às casas dominantes da França; ela emergiu à proeminência no antigo Reino Franco de Austrásia no século VIII, aproximadamente na mesma região da Bélgica atual, e emigrou mais tarde para a Frância Oriental, entre os rios Sena e Líger. Os membros eram "antepassados" da dinastia capetiana.